# Adam Ezzari
Adam Ezzari (født 4. december 1998), også kendt som Ezzari, er en norsk musiker og skuespiller. Han blev kendt i rollen som Adam Malik i fjerde sæson af dramaserien Skam.
Ezzari har siden udgivet singlerne "Ikke noe press" og "Null" i 2017. Han fik pladekontrakt med Universal Music vinteren 2017.